# Dalpre Grayer
Dalpre Marshawn Grayer, talvolta accreditato come Dale Gray (New Castle, 8 agosto 1986), è un attore statunitense.

## Biografia
Nato a New Castle, Pennsylvania; Grayer esordisce sugli schermi nel 2007 partecipando come guest star a numerose serie televisive e film TV; tra i quali: Just Jordan, Boston Legal, Psych: Flashback to the Teen Years, Lincoln Heights - Ritorno a casa, Cold case - Delitti irrisolti, Dark Blue, iCarly, Melissa & Joey e House of Payne.